# Coniocara rubropicta
Coniocara rubropicta är en insektsart som beskrevs av Henry, G.M. 1940. Coniocara rubropicta ingår i släktet Coniocara och familjen gräshoppor. Inga underarter finns listade i Catalogue of Life.